# 前口头村
前口头村，古名邵村，是中国山东省东平县接山镇下辖的一个行政村，位于接山镇南部。该行政村下辖前口头村、汇泉村两个自然村，1992年时共有人口1098人。前口头村村内有大量明清时期的古民居建筑，这些建筑于2016年列入泰安市文物保护单位。2015年，前口头村列入山东省乡村记忆工程重点保护单位。

## 历史沿革
根据栗氏族谱的记载，明朝天顺年间，栗姓迁至此处建村，后来因为村子位于汶河决口处而取名前口头:259。自建村至清末，前口头始终属东平州管辖，1735年，东平州降为散州，并推行保甲制，前口头村当时属南仁寿保。1931年之后属东平县第四区第十五鄉。抗日战争期间，伪军曾在该村设置军事据点，1943年伪军撤离此据点。中华人民共和国建立至文革期间，该村先后属东平四区、东平六区前口头乡、接山区鄣城乡、苍邱公社、接山公社。1979年，前口头村部分村民迁往汇河以西，建立新村:260，该村于1990年命名为汇泉村，仍归前口头村村委会管辖:480。1984年之后，接山公社撤销，前口头村先属张河桥区障城乡，1985年12月撤区并乡后前口头村属接山乡，2010年接山撤乡设镇，前口头村属接山镇至今。:43-46:33-43

## 人口和地理
前口头村位于接山镇南部，其辖境南接齐村，北邻后口头村，东隔大汶河与汶上县军屯乡相望:255。前口头村委会下辖前口头、汇泉两个自然村:256，1992年时共有家庭265户，人口1098人，耕地面积共计2266亩。其中自然村前口头村位于汇河以东，大汶河以西，人口997人；汇泉村位于汇河以西，人口101人。:259-260

## 建筑与文物
前口头村村外原有围堡，村内有大量明、清时期的古民居建筑，现存的尚有数个院落和70多间房屋，其中较著名的有解元府、戴家楼等。解元府为栗氏住宅，清末时，前口头村的栗文英考中解元，遂在村里修起该栋建筑。解元府系青砖砌成的平顶房，高6米，宽15米，南北长5米，曾挂有朝廷所赐的“解元府”匾额，后来丢失。戴家楼建于清代，原系戴氏住宅群，现存有两栋，其中北侧一栋原有五层，如今尚存两层:533-534。2016年1月，前口头古民居列入第四批泰安市文物保护单位。
2008年，前口头村小学教学楼施工时，发现了一块明朝石碑，该碑系邵村后土庙的碑記。该碑文为1626年所立，据该碑文记载，明朝万历年间，邵村发生“大头瘟”，当地一位妇女自称被后土神附身，并“授以神方”，治好了当地的瘟疫，邵村人因此建起了后土庙。邵村后土庙已无存。

## 图集

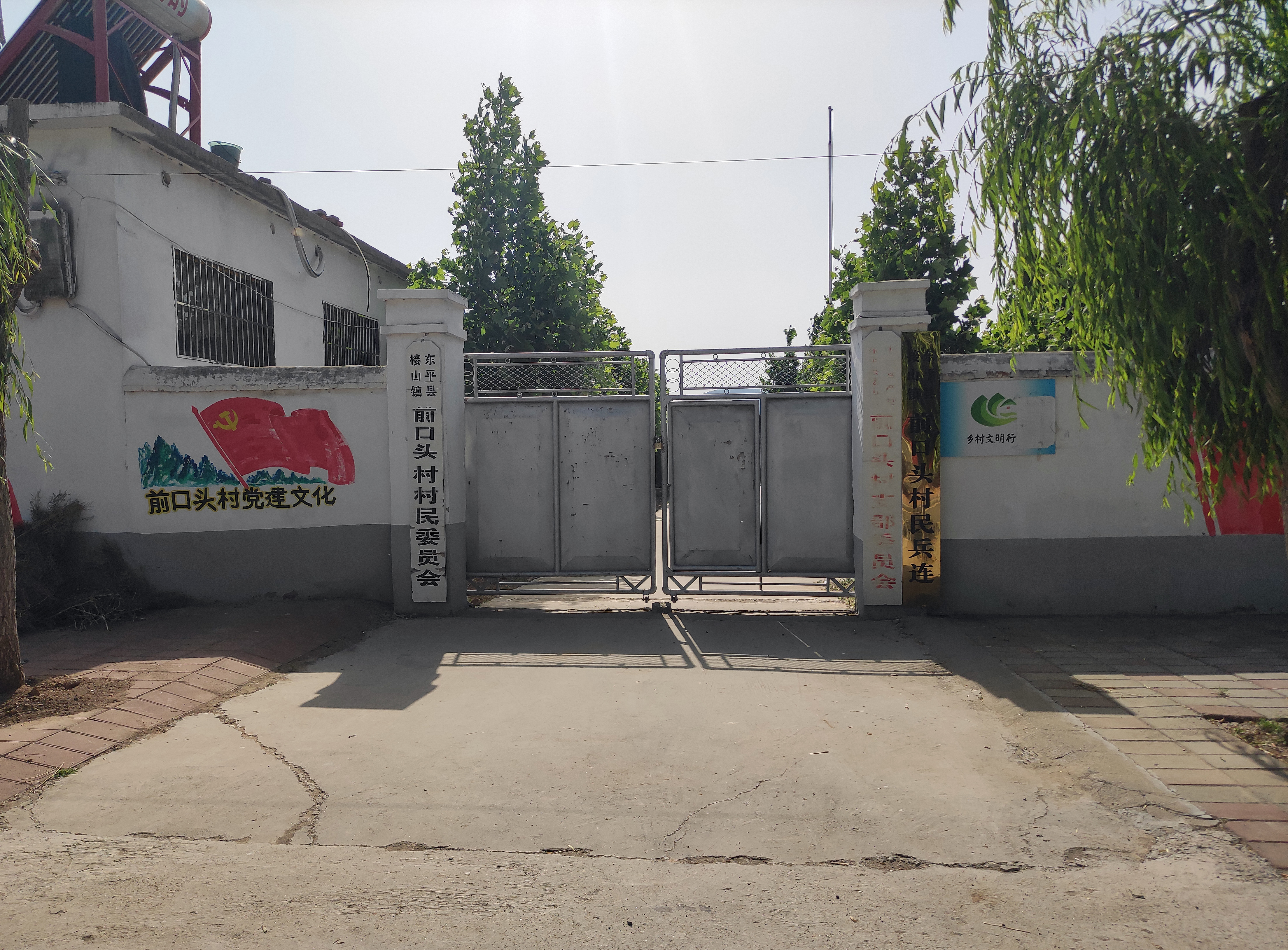
前口头村村委会
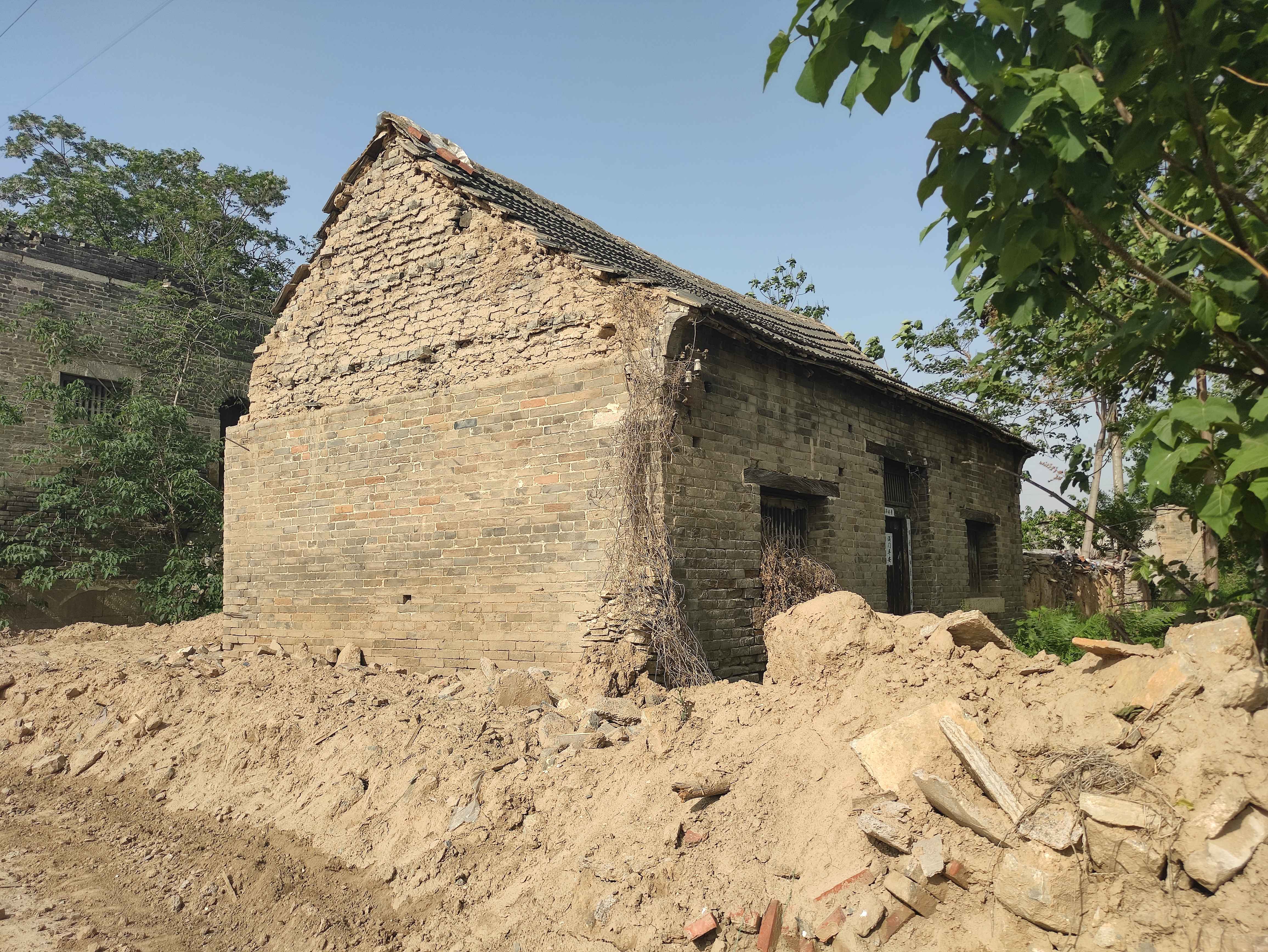
戴家建筑群如今仅存两栋建筑，图为南侧的建筑
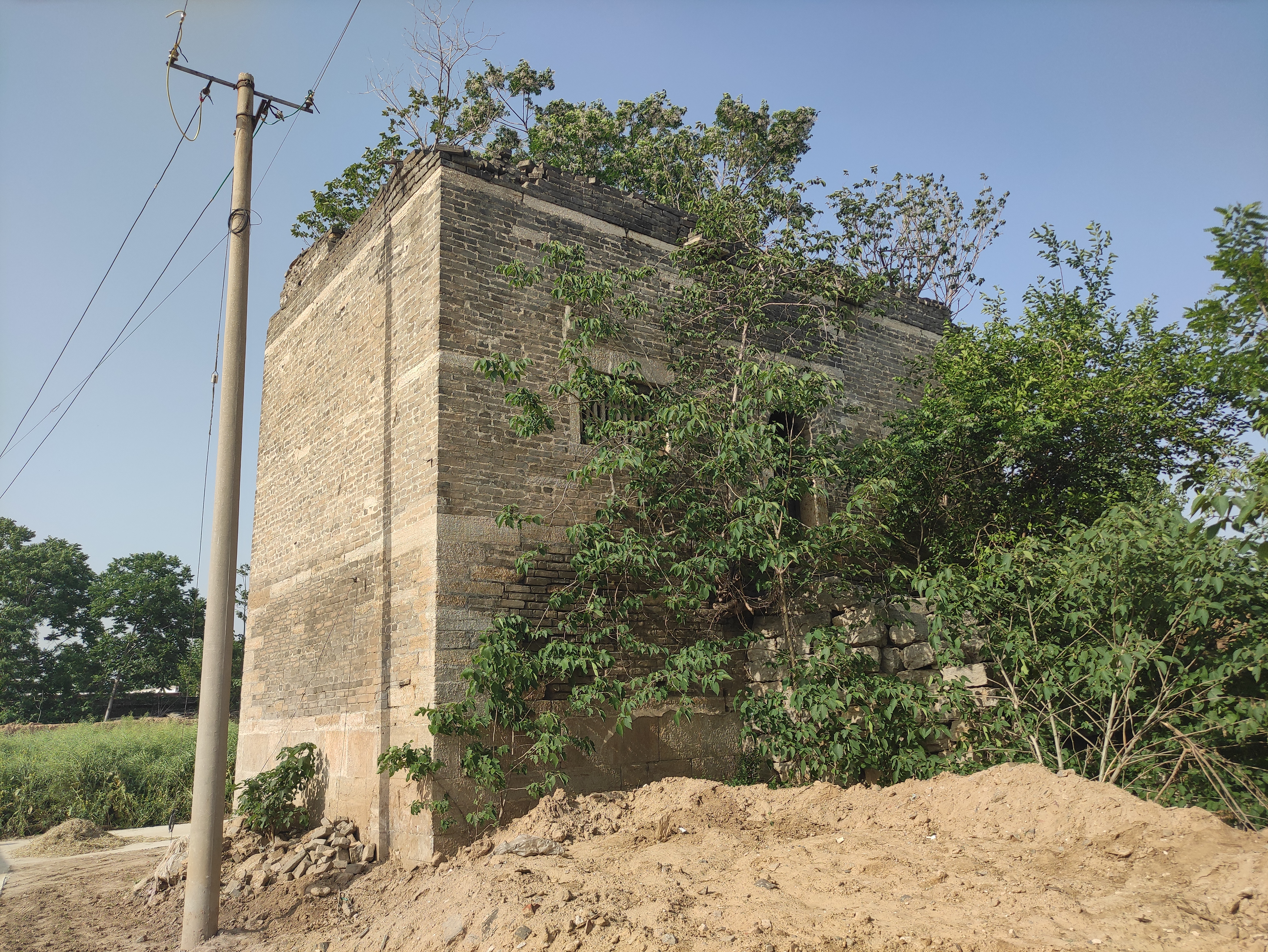
戴家建筑群，图为北侧主楼，建于清末，原有五层，因坍塌如今仅存两层
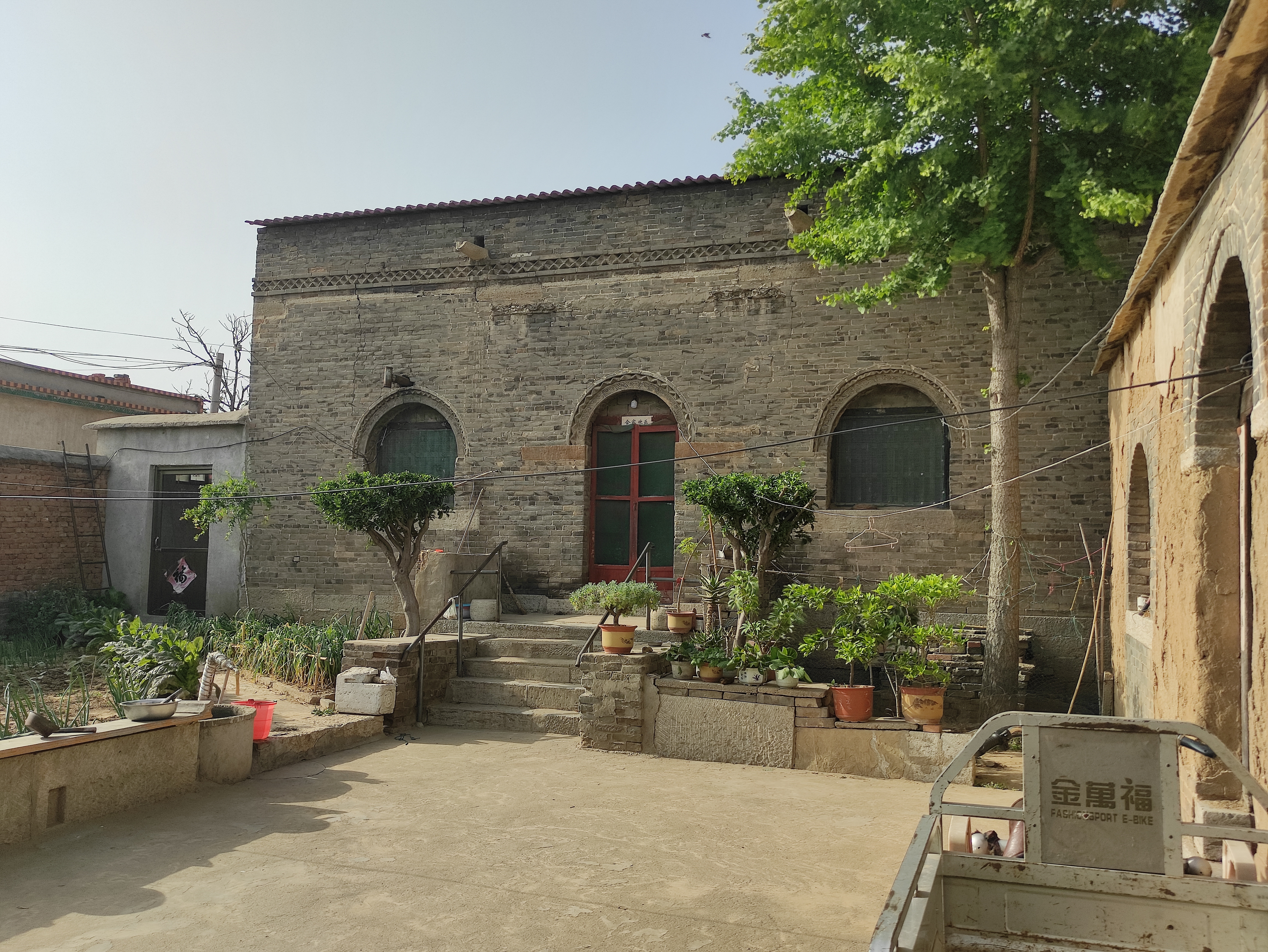
栗家大院解元府
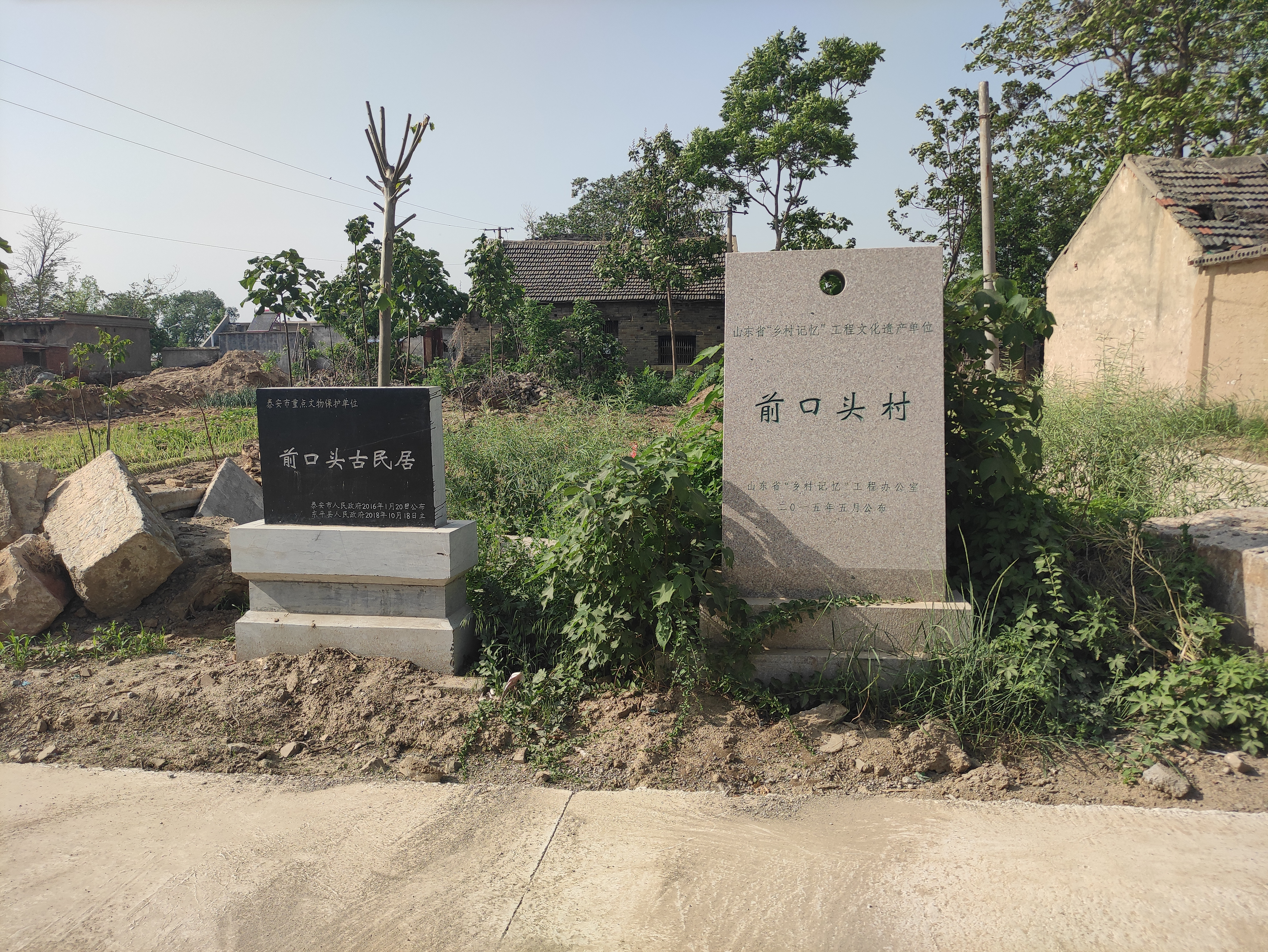
前口头古民居的文保碑
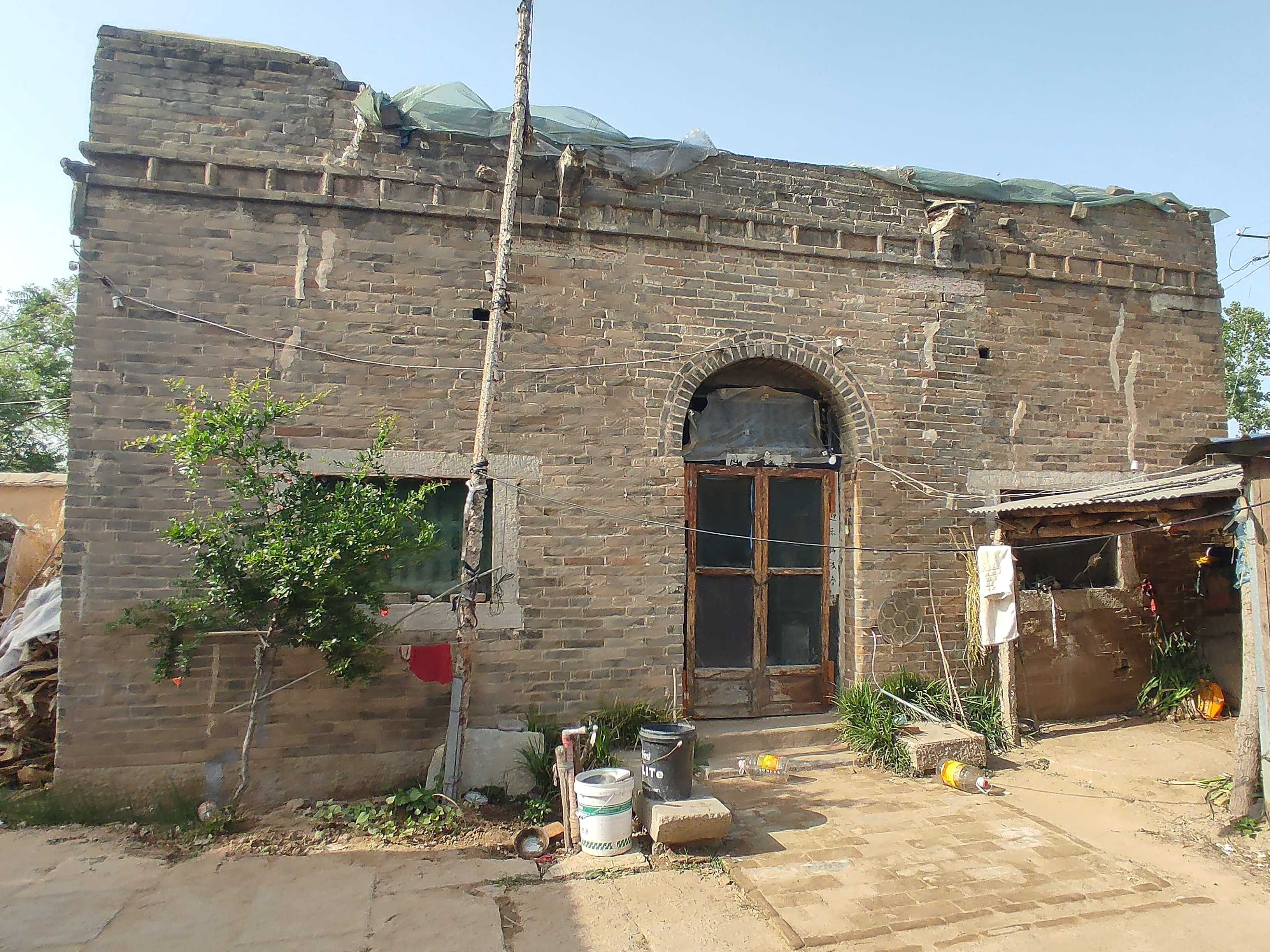
一栋古民居
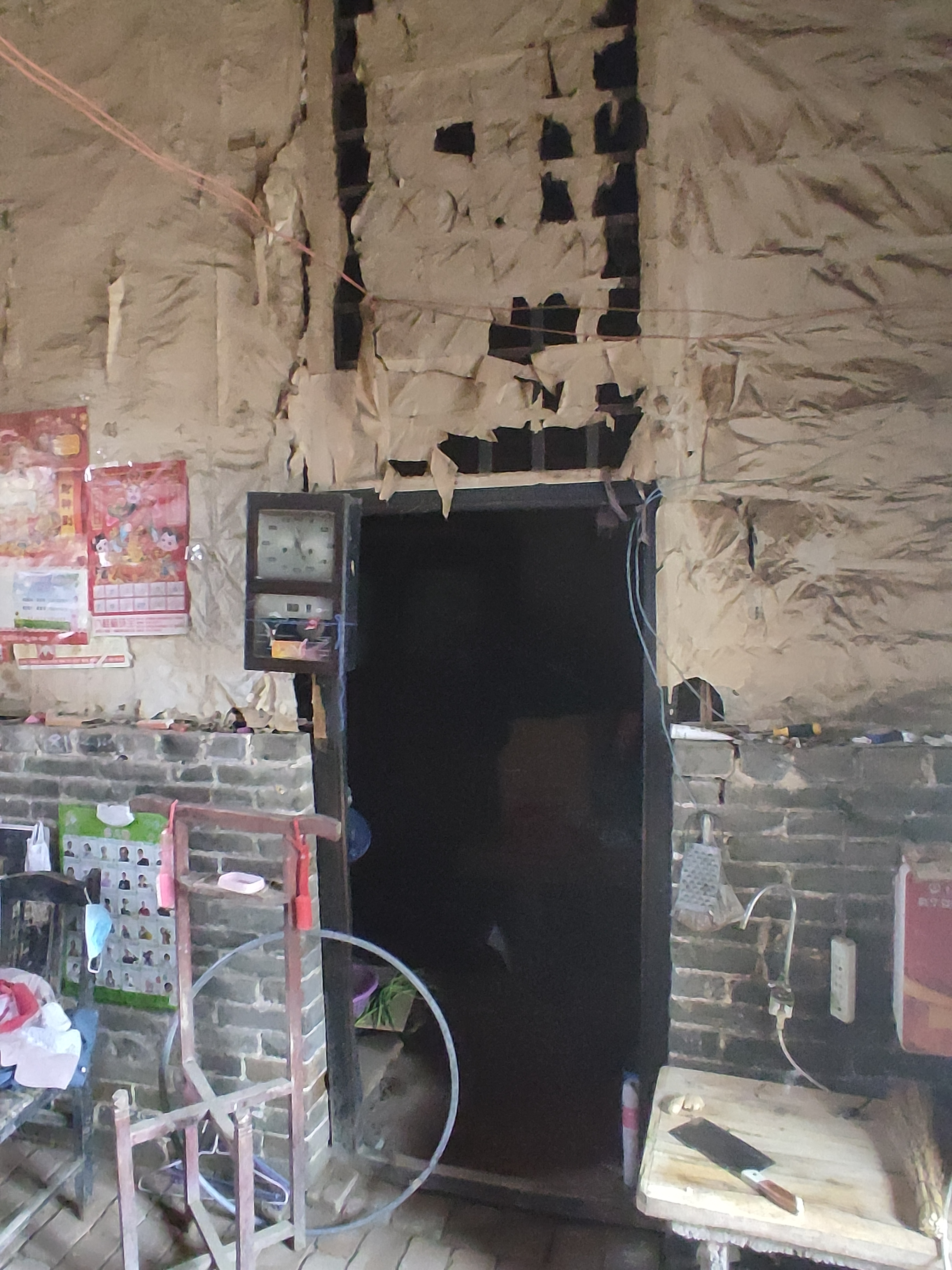
古民居内部
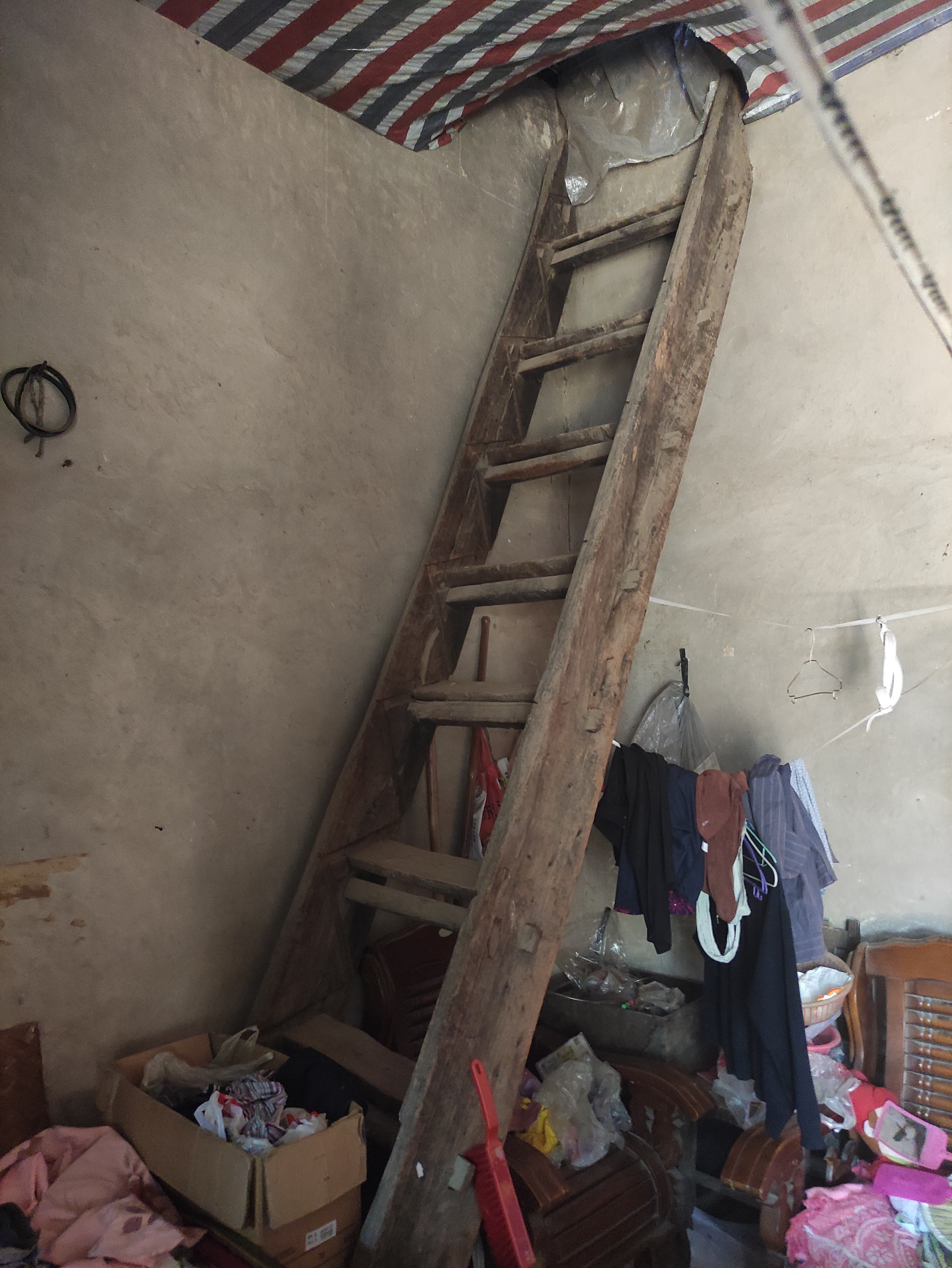
古民居内部的木梯，通往楼顶的阁楼
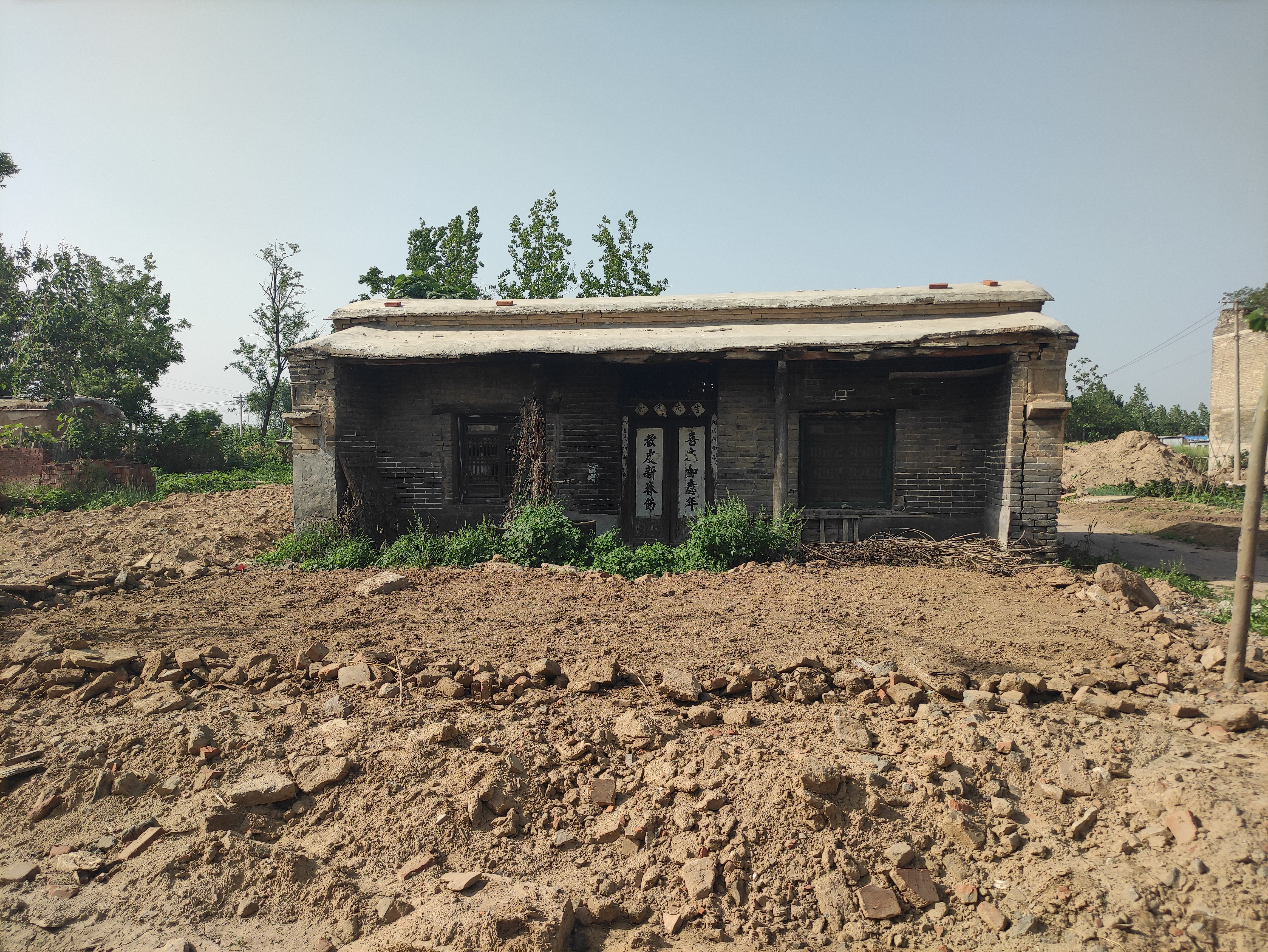
一栋古建筑